# Chiesa di San Giovanni Battista (Bagnatica)
La chiesa di San Giovanni Battista è la parrocchiale di Bagnatica, in provincia e diocesi di Bergamo; fa parte del vicariato di Scanzo-Seriate.

## Storia
La prima citazione di una chiesa a Bagnatica risale al 1304, quando negli scritti inerenti al sinodo diocesano si menziona il rettore di questa chiesa, chiamato Raimondo.
 Dalla nota ecclesiarum fatta redigere nel 1360 da Bernabò Visconti s'apprende che la chiesa di Bagnatica era compresa nella pieve foraniale di Ghisalba.
 La parrocchia venne eretta il 4 febbraio 1494 dal vescovo Lorenzo Gabrieli.
Grazie alla relazione della visita pastorale del 6 maggio 1555 del vescovo di Bergamo Vittore Soranzo si conosce che la chiesa era dotata di cinque altari. Dai documenti relativi alla visita pastorale del 1575 dell'arcivescovo di Milano Carlo Borromeo si viene a sapere che la parrocchiale era dotata di tre altari e che in essa avevano sede la scuola del Santissimo Sacramento e il consorzio della Misericordia.
 La consacrazione della chiesa fu impartita dal vescovo Gerolamo Regazzoni nel maggio del 1589.
Nell'elenco delle chiese della diocesi di Bergamo scritto dal cancelliere Marenzi nel 1667 si legge che i fedeli erano 350, che la parrocchia di Bagnantica era sempre compresa nel vicariato di Ghisalba e che entro i suoi confini sorgeva, oltre alla parrocchiale di San Giovanni Battista, anche l'oratorio di Santa Maria Maddalena.
 L'attuale parrocchiale venne costruita nel 1727 e nel 1872 ingrandita mediante l'edificazione del transetto.
 Nel 1926 la chiesa passò dalla vicaria di Ghisalba a quella di Gorlago, e rimase aggregata a quest'ultima anche quando fu ridenominata in vicaria di Trescore Balneario; vi rimase sino all'11 gennaio 1938, giorno in cui entrò a far parte del vicariato di Seriate.
 Nel 1963 l'esterno della struttura subì un intervento di restauro. Il 28 giugno 1971 la parrocchiale fu aggregata alla neo-costituita zona pastorale XIV, per poi passare il 27 maggio 1979 al vicariato di Scanzo-Seriate.

## Descrizione
La facciata della chiesa è divisa in due registri da una cornice marcapiano: entrambi gli ordini sono tripartiti da quattro lesene. Inoltre, la facciata è caratterizzata da un timpano semicircolare.

Opere di pregio conservate all'interno della chiesa sono episodi della vita di San Giovanni Battista e affreschi raffiguranti scene del martirio del Battista.
L'aula conserva la tela di Enea Salmeggia detto il Talpino raffigurante San Giovannino precursore.